# 부당거래
《부당거래》는 2010년 개봉한 대한민국의 범죄 스릴러 영화로, 류승완 감독의 작품이다. 검사와 경찰의 비리로 얼룩진 사회를 그린 범죄 스릴러 영화이다. 황정민, 류승범, 유해진, 천호진이 출연했다.

## 줄거리
2010년 5월, 전대미문의 여아 살인사건이 벌어진다. 사태가 심각해지자 대통령은 친히 기자회견을 열고 범인을 검거하겠다고 약속했지만 유력한 용의자마저 사망해버리는 일이 벌어졌다. 똥줄이 탄 경찰은 엄청난 계힉을 준비한다. 바로, '배우'를 내세워 가짜 범인을 만드는 것이었다. 
이 계획의 담당자로 지목된건 경찰대 출신이 아니란 이유로 언제나 승진에서 밀리는 광수대 에이스 최철기였다. 그가 스폰서인 장석구를 이용해 데려온 배우는 바로 아동성추행 전과자 이동석이었다. 그는 처음 사건이 터졌을때도 용의자로 지목됐지만 아내가 알리바이를 대준 덕분에 증거불충분으로 금방 풀려났다. 석구는 증거만 없을뿐 무죄는 아니라는걸 이용해 동석에게 최고급 변호사, 정신감정, 1억 지급 등의 조건을 내세우며 동석을 회유한다.
결국 회유에 넘어간 동석이 범인이라고 언론에 발표되며 사태는 마무리되는가 싶었지만 사건을 담당했던 경찰과 검찰에서는 알 수 없는 사건사고가 터지면서 두 집단의 갈등의 늪은 점점 깊어져만 간다.

## 캐스팅
- 황정민: 최철기 역
- 류승범: 주양 역
- 유해진: 장석구 역
- 천호진: 강정식 국장 역
- 마동석: 마대호 역
- 우정국: 이동석 역
- 조영진: 김양수 회장 역
- 정만식: 공만식 수사관 역
- 이성민: 부장검사 역
- 김수현: 수일 역
- 구본웅: 운짱 역
- 김민재: 이 형사 역
- 이희준: 남 형사 역
- 오정세: 김 기자 역
- 김승훈: 유민철 역
- 이종구: 고 대표 역
- 백승익: 살수 역
- 송새벽: 김호성 역
- 고서희: 최서희 역
- 곽자형: 곽 형사 역
- 정진각: 대통령 역
- 이미도: 이동석 아내 역
- 박하영: 이동석 딸 역
- 이채은: 여자사법연수생 역
- 강현중: 박 반장 반원 1 역
- 조하석: 박 반장 반원 2 역
- 이원석: 경찰청 사회자 역
- 서병덕: 고 대표 변호사 1 역
- 김도혁: 고 대표 변호사 2 / 장석구 수하 2 역
- 안길강: 광수대 강력폭력2팀장 역
- 박서영: 주양 파트너 아가씨 역
- 손상경: 김 회장 하수인 역
- 김서원: 남자사법연수생 역
- 정찬배: 남자방송기자 역
- 이춘연: 엄홍수 경찰청장 역 (특별출연)
- 이준익: 정 사장 역 (특별출연)
- 조철현: 해동건설 투자자 1 역 (특별출연)
- 오승현: 해동건설 투자자 2 역 (특별출연)

## 관련 사건
이 영화의 줄거리는 2010년에 벌어졌던 스폰서 검사 사건과 비슷하다는 점에서 현실감 있게 다가온다는 평가를 받고 있다. 그러나 감독은 스폰서 검사 사건 이전부터 촬영을 진행해왔다고 밝히면서 스폰서 검사 사건을 의도한 영화는 아니라는 입장을 밝혔다. 또한 이 영화는 영화 자체의 수위가 아닌, '사회지도층이 국민을 상대로 조작을 한다는 설정'이라는 이유로 청소년관람불가 등급을 받았다.
이 영화는 2011년 청룡영화상 시상식에서 최우수 작품상을 수상했으며, 감독 류승완은 감독상을 수상하였으나 영화 베를린 촬영때문에 불참했다.

## 같이 보기
- 2010년 검사 성접대 사건